# Norodom Sihamoni
Norodom Sihamoni (in khmer ព្រះបាទសម្ដេចព្រះបរមនាថ នរោត្ដម សីហមុន; Phnom Penh, 14 maggio 1953) è il re di Cambogia dal 14 ottobre 2004.

## Biografia
Norodom Sihamoni nacque nel 1953 da Norodom Sihanouk e Norodom Monineath (nata Paule-Monique Izzi), la quale vanta anche ascendenze italiane. Il suo nome è la combinazione delle prime due sillabe dei nomi dei genitori.
Il principe visse buona parte della sua giovinezza a Praga, dove frequentò le scuole di livello primario e secondario dal 1962 al 1970 e successivamente la prestigiosa Accademia di Arti Musicali, in seguito a una richiesta rivolta nel maggio 1962 da re Sihanouk direttamente al presidente e al primo ministro dell'allora Repubblica Socialista Cecoslovacca, in cui specificava anche di aver intuito nel ragazzo una particolare predisposizione alle arti.
Effettivamente il giovane si dimostrò versato nelle arti e ben poco in matematica. Fu deciso quindi di indirizzarlo verso un corso di studi centrato sull'apprendimento delle lingue straniere, in particolare francese e russo, ma egli apprese anche l'inglese e il ceco. Il suo soggiorno a Praga fu il soggetto di uno dei film del padre, girato quando era quattordicenne: Prachea Koram.
Nel 1970 il principe ottenne la licenza di scuola superiore e continuò gli studi di danza, musica e teatro al Conservatorio Nazionale di Praga. A seguito del colpo di Stato di Lon Nol nel marzo 1970, fu emanato a tutte le ambasciate cambogiane un ordine che vietava il ritorno in Cambogia al principe, al suo fratello più giovane e ai suoi genitori e che avvisava che qualunque compagnia li avesse accolti su un volo per la Cambogia avrebbe perso i diritti di atterrare a Phnom Penh. L'ambasciatore cambogiano a Praga chiese immediatamente al principe di abbandonare i suoi alloggi all'ambasciata e ne informò il Ministro degli Esteri cecoslovacco. Il principe Sihamoni si trasferì quindi presso la famiglia del suo insegnante ceco delle elementari, cui fu concesso dal sindaco di Praga un alloggio più ampio.
Ottenuto il diploma dell'Accademia di Musica di Praga, nel 1975 si riunì al padre e si trasferì in Corea del Nord, ospite di Kim Il Sung, dove studiò cinematografia all'Accademia Nazionale di Pyongyang. Nell'aprile 1976 fu richiamato con urgenza a Phnom Penh con un telegramma firmato dal padre ma in realtà falsificato per istruzione di Ieng Sary, Ministro degli Esteri della Kampuchea Democratica, secondo quanto scrive il biografo ufficiale della casa reale Julio Jeldres. Rimase quindi confinato con i genitori e il fratello più giovane nel Palazzo Reale a Phnom Penh, in una sorta di arresti domiciliari, fino a poco prima dell'occupazione della capitale da parte dei vietnamiti.
Con un aereo inviato dalle autorità cinesi, nel gennaio 1979 la famiglia reale e un piccolo seguito di persone vennero portati nella Repubblica Popolare Cinese. Per due anni il principe fu il segretario privato di re Sihanouk, in Cina e Corea del Nord, quindi chiese al padre di poter recarsi in Francia per diventare insegnante di danza classica e pedagogia artistica presso i conservatori Marius Petipa, Gabriel Fauré e W.A. Mozart, a Parigi. Nella capitale francese formò anche il proprio gruppo di danzatori, conosciuto come Ballet Deva, con cui girò anche due film di danza: Dream e Four Elements.
Nel 1990 il principe divenne direttore generale e artistico della società cinematografica "Khemara Pictures" e due anni dopo recitò come protagonista in uno dei film del padre: My Village at Sunset, sugli effetti dei campi minati in un villaggio cambogiano. Dopo gli accordi di pace di Parigi del 1991 e le elezioni del 1993, fu scelto all'unanimità dai membri del Consiglio Nazionale Supremo della Cambogia come Delegato della Cambogia presso l'UNESCO, con sede a Parigi.
È in quegli anni che si comincia a parlare di Sihamoni come del probabile erede al trono, in quanto non coinvolto nella politica attiva come i principi Norodom Ranariddh e Norodom Sirivudh. Negli anni successivi il potente primo ministro Hun Sen manifesterà chiaramente la sua contrarietà (minacciando il veto) alla successione di uno dei due pretendenti politicamente attivi, con cui era in forte dissidio, e il suo favore verso l'incoronazione del principe Sihamoni.
Il 14 ottobre 2004, in seguito all'abdicazione di Norodom Sihanouk (che esternò la propria volontà il 7 ottobre, non essendo prevista una formula ufficiale per l'abdicazione), Norodom Sihamoni è stato proclamato re di Cambogia all'unanimità dai 9 membri del Concilio reale del trono. Il 29 ottobre dello stesso anno, dopo una trionfale processione fino al Palazzo reale, è stato incoronato ufficialmente a Phnom Penh.
Nei primi anni di regno, Norodom Sihamoni ha puntato al definitivo superamento dei terribili decenni passati, proponendo una nuova Cambogia pacifica, sviluppata e capace di avere un deciso ruolo internazionale quale Regno modello per tutta l'area indocinese. Il re non si è mai sposato, né ha figli. In base alle leggi dinastiche del paese i suoi eredi al trono sono perciò i principi di sangue suoi collaterali, tra i quali il Consiglio della corona sceglierà il successore.

## Albero genealogico
|                    |   |                    | Genitori                       |  |  | Nonni |  |  | Bisnonni         |  |  | Trisnonni           |  |
|                    |   |                    |                                |  |  |       |  |  | Norodom Sutharot |  |  | Norodom di Cambogia |  |
|                    |   |                    |                                |  |  |       |  |  | Norodom Sutharot |  |  | Norodom di Cambogia |  |
|                    |   | Bossaba Yem        |                                |  |  |       |  |  | Norodom Sutharot |  |  |                     |  |
| Norodom Suramarit  |   |                    |                                |  |  |       |  |  | Norodom Sutharot |  |  |                     |  |
|                    |   | Norodom Phangangam | Norodom di Cambogia *          |  |  |       |  |  |                  |  |  |                     |  |
|                    |   | Norodom Phangangam | Norodom di Cambogia *          |  |  |       |  |  |                  |  |  |                     |  |
|                    |   | Norodom Phangangam | Kama Sujati Puspa Nuari        |  |  |       |  |  |                  |  |  |                     |  |
| Norodom Sihanouk   |   | Norodom Phangangam |                                |  |  |       |  |  |                  |  |  |                     |  |
|                    |   | Sisowath Monivong  | Sisowath di Cambogia           |  |  |       |  |  |                  |  |  |                     |  |
|                    |   | Sisowath Monivong  | Sisowath di Cambogia           |  |  |       |  |  |                  |  |  |                     |  |
|                    |   | Sisowath Monivong  | Van                            |  |  |       |  |  |                  |  |  |                     |  |
| Sisowath Kossamak  |   | Sisowath Monivong  |                                |  |  |       |  |  |                  |  |  |                     |  |
|                    |   | Norodom Kanviman   | Norodom Hassakan               |  |  |       |  |  |                  |  |  |                     |  |
|                    |   | Norodom Kanviman   | Norodom Hassakan               |  |  |       |  |  |                  |  |  |                     |  |
|                    |   | Norodom Kanviman   | Sao Sambhat                    |  |  |       |  |  |                  |  |  |                     |  |
| Norodom Sihamoni   |   | Norodom Kanviman   |                                |  |  |       |  |  |                  |  |  |                     |  |
|                    | … | …                  |                                |  |  |       |  |  |                  |  |  |                     |  |
|                    | … | …                  |                                |  |  |       |  |  |                  |  |  |                     |  |
|                    | … | …                  |                                |  |  |       |  |  |                  |  |  |                     |  |
| Jean-François Izzi | … |                    |                                |  |  |       |  |  |                  |  |  |                     |  |
|                    |   | …                  | …                              |  |  |       |  |  |                  |  |  |                     |  |
|                    |   | …                  | …                              |  |  |       |  |  |                  |  |  |                     |  |
|                    |   | …                  | …                              |  |  |       |  |  |                  |  |  |                     |  |
| Paule-Monique Izzi |   | …                  |                                |  |  |       |  |  |                  |  |  |                     |  |
|                    |   | Peang              | …                              |  |  |       |  |  |                  |  |  |                     |  |
|                    |   | Peang              | …                              |  |  |       |  |  |                  |  |  |                     |  |
|                    |   | Peang              | …                              |  |  |       |  |  |                  |  |  |                     |  |
| Pomme Peang        |   | Peang              |                                |  |  |       |  |  |                  |  |  |                     |  |
|                    |   | Ouk                | Un cavaliere cinese-cambogiano |  |  |       |  |  |                  |  |  |                     |  |
|                    |   | Ouk                | Un cavaliere cinese-cambogiano |  |  |       |  |  |                  |  |  |                     |  |
|                    |   | Ouk                | …                              |  |  |       |  |  |                  |  |  |                     |  |
|                    |   | Ouk                |                                |  |  |       |  |  |                  |  |  |                     |  |

## Filmografia parziale
- Prachea Koram (1967)
- Mon village au coucher du soleil (1994)